# Фридрих I фон Кастъл
Фридрих I фон Кастъл (на немски: Friedrich I Graf von Kastl; † 11 ноември 1103) е граф на Кастл и Хабсберг (днес част от град Фелбург) в Горен Пфалц в Бавария.
Той е син на граф Херман фон Кастъл († 27 януари 1056) и съпругата му Хадагунда/ Хазига фон Дисен († 1 август 1104), дъщеря на граф Фридрих II фон Дисен († 1075) и първата му съпруга Хадамут фон Епенщайн. Внук е по баща на херцог Херман IV от Швабия († 1038) и Аделхайд от Суза († 1091). Майка му Хазига фон Дисен се омъжва втори път през 1057 г. за граф Ото I фон Шайерн († 4 декември 1078).
Брат е на Херман II фон Кастъл († 1074), граф на Кастл, маркграф на Банц, женен за Берта (Алберада) фон Швайнфурт († 1 януари 1103), бъдещата му съпруга.
Замъкът Хабсберг е построен през 11 век от графовете фон Зулцбах-Кастъл-Хабсберг и през 14 век е разрушен.
Фридрих I фон Кастъл умира на 11 ноември 1103 г. и е погребан в Кастъл.

## Фамилия
Фридрих I фон Кастъл се жени сл. 1074 г. за Берта (Алберада) фон Швайнфурт († 1 януари 1103), вдовицата на брат му Херман II, дъщеря на Ото III фон Швайнфурт, херцог на Швабия, граф на Швайнфурт, маркграф на Нордгау († 1057) и Ирмингард де Суза/Ерменгарда от Торино († 1078). Те имат вероятно децата:
- Ото фон Хабсберг († 1125), граф на Хабсберг, женен за Аделхаид (вер. е син на брат му)
- Юдит
- Херман III фон Кастъл († 23 септември 1125), граф на Кастъл